# Urawa Red Diamonds
Urawa Red Diamonds, eller Urawa Reds som de även kallas, är ett av de populäraste lagen i den japanska ligan. Laget spelar för närvarande (2020) i den högsta proffsligan J1 League. Lagets hemort Urawa är en del av staden Saitama. Laget startade som ett företagslag till Mitsubishi, vars logga är tre röda diamanter.
Urawa Red Diamonds har två hemmaarenor, Urawa Komaba Stadium och Saitama Stadium 2002. Klubben är även moderklubb till Shinji Ono som till och med 2006 spelade för Feyenoord i den holländska ligan.

## Titlar
- J-League:
  - Japanska mästare (1): 2006
- Emperors Cup:
  - 2005, 2006
- AFC Champions League
  - Vinnare (1): 2007
- Yamazaki Nabisco Cup
  - 2003, 2016
- Japanska Supercupen
  - 2006

## Placering tidigare säsonger
| År   | Liga | M  | Po | V  | O  | F  | Pl      | Notering           |
| 1993 | J    | 36 | -  | 8  | -  | 28 | 10 / 10 |                    |
| 1994 | J    | 44 | -  | 14 | -  | 30 | 12 / 12 |                    |
| 1995 | J    | 52 | 90 | 29 | -  | 23 | 4 / 14  |                    |
| 1996 | J    | 30 | 59 | 19 | -  | 11 | 6 / 16  |                    |
| 1997 | J    | 32 | 47 | 17 | -  | 15 | 10 / 17 |                    |
| 1998 | J1   | 34 | 61 | 22 | -  | 12 | 6 / 18  |                    |
| 1999 | J1   | 30 | 28 | 8  | 5  | 17 | 15 / 16 | Nedflyttad till J2 |
| 2000 | J2   | 40 | 82 | 28 | 3  | 9  | 2 / 11  | Uppflyttad till J1 |
| 2001 | J1   | 30 | 36 | 11 | 4  | 15 | 10 / 16 |                    |
| 2002 | J1   | 30 | 35 | 13 | 2  | 15 | 11 / 16 |                    |
| 2003 | J1   | 30 | 47 | 13 | 8  | 9  | 6 / 16  |                    |
| 2004 | J1   | 30 | 62 | 19 | 5  | 6  | 2 / 16  |                    |
| 2005 | J1   | 34 | 59 | 17 | 8  | 9  | 2 / 18  |                    |
| 2006 | J1   | 34 | 72 | 22 | 6  | 6  | 1 / 18  | Mästare            |
| 2007 | J1   | 34 | 70 | 20 | 10 | 4  | 2 / 18  |                    |
| 2008 | J1   | 34 | 53 | 15 | 8  | 11 | 7 / 18  |                    |
| 2009 | J1   | 34 | 52 | 16 | 4  | 14 | 6 / 18  |                    |
| 2010 | J1   | 34 | 48 | 14 | 6  | 14 | 10 / 18 |                    |
| 2011 | J1   | 34 | 36 | 8  | 12 | 14 | 15 / 18 |                    |
| 2012 | J1   | 34 | 55 | 15 | 10 | 9  | 3 / 18  |                    |
| 2013 | J1   | 34 | 58 | 17 | 7  | 10 | 6 / 18  |                    |
| 2014 | J1   | 34 | 62 | 18 | 8  | 8  | 2 / 18  |                    |
| 2015 | J1   | 34 | 72 | 21 | 9  | 4  | 3 / 18  |                    |
| 2016 | J1   | 34 | 74 | 23 | 5  | 6  | 2 / 18  |                    |
| 2017 | J1   | 34 | 49 | 14 | 7  | 13 | 7 / 18  |                    |
| 2018 | J1   | 34 | 51 | 14 | 9  | 11 | 5 / 18  |                    |

## Spelartrupp
Aktuell 23 april 2022
| Nr | Land          | Pos | Namn                                 |
| -- | ------------- | --- | ------------------------------------ |
| 1  | Japan         | MV  | Shusaku Nishikawa (kapten)           |
| 2  | Japan         | F   | Hiroki Sakai                         |
| 3  | Japan         | MF  | Atsuki Ito                           |
| 4  | Japan         | F   | Takuya Iwanami                       |
| 6  | Japan         | MF  | Kazuaki Mawatari                     |
| 7  | Danmark       | A   | Kasper Junker                        |
| 8  | Japan         | MF  | Yoshio Koizumi                       |
| 10 | Sverige       | MF  | David Moberg Karlsson                |
| 11 | Japan         | MF  | Yusuke Matsuo                        |
| 12 | Japan         | MV  | Zion Suzuki                          |
| 13 | Japan         | F   | Tomoya Inukai                        |
| 14 | Japan         | MF  | Takahiro Sekine                      |
| 15 | Japan         | MF  | Takahiro Akimoto                     |
| 16 | Japan         | MV  | Ayumi Niekawa                        |
| 17 | Nederländerna | A   | Alex Schalk                          |
| 19 | Japan         | MF  | Ken Iwao (lån från Tokushima Vortis) |

| Nr | Land    | Pos | Namn             |
| -- | ------- | --- | ---------------- |
| 20 | Japan   | F   | Tetsuya Chinen   |
| 21 | Japan   | MF  | Tomoaki Okubo    |
| 22 | Japan   | MF  | Kai Shibato      |
| 24 | Japan   | F   | Yuta Miyamoto    |
| 25 | Japan   | MF  | Kaito Yasui      |
| 26 | Japan   | A   | Rei Kihara       |
| 27 | Japan   | MF  | Kai Matsuzaki    |
| 28 | Danmark | F   | Alexander Scholz |
| 33 | Japan   | A   | Ataru Esaka      |
| 40 | Japan   | MF  | Yuichi Hirano    |
| 42 | Japan   | F   | Kota Kudo        |
| 44 | Japan   | F   | Ayumu Ohata      |

## Tidigare spelare
| - Makoto Hasebe - Marcus Tulio Tanaka - Shinji Ono - Alessandro Santos - Yuki Abe - Naohiro Takahara - Tadanari Lee - Masami Ihara - Hajime Hosogai - Yosuke Kashiwagi - Takeshi Inoue - Tomohiko Ikoma - Akira Kitaguchi - Hiroshi Ninomiya - Shozo Tsugitani - Tadao Onishi - Ryuichi Sugiyama - Hiroshi Katayama - Yoshio Kikugawa - Kenzo Yokoyama - Kazumi Takada - Michio Ashikaga - Takaji Mori - Kuniya Daini | - Mitsunori Fujiguchi - Ichiro Hosotani - Hisao Sekiguchi - Keisuke Tsuboi - Mitsuo Kato - Hiroshi Ochiai - Ikuo Takahara - Satoshi Yamaguchi - Kazuo Ozaki - Mitsuhisa Taguchi - Kazuo Saito - Shinji Tanaka - Koichi Hashiratani - Hiromi Hara - Satoru Mochizuki - Atsushi Natori - Katsuyoshi Shinto - Shiro Kikuhara - Tetsuya Asano - Yoshiaki Sato - Masahiro Fukuda - Hiromitsu Isogai - Masaki Tsuchihashi - Ryuji Michiki | - Tadashi Nakamura - Masayuki Okano - Tomoyuki Sakai - Shusaku Nishikawa - Ryota Moriwaki - Yuichiro Nagai - Nobuhisa Yamada - Teruaki Kurobe - Tsukasa Umesaki - Keita Suzuki - Ryota Tsuzuki - Tatsuya Tanaka - Koji Yamase - Naoki Yamada - Kunimitsu Sekiguchi - Mitsuru Nagata - Shinzo Koroki - Tomoaki Makino - Genki Haraguchi - Wataru Endo - Yuki Muto - Victor Ferreyra - Matthew Spiranovic | - Ned Zelić - Michael Baur - Wilfried Sanou - Edmundo Alves de Souza Neto - Washington Stecanela Cerqueira - Donizete Oliveira - Antônio Benedito da Silva - Tomislav Marić - Ranko Despotović - Brian Steen Nielsen - Txiki Begiristain - Basile Boli - Guido Buchwald - Uwe Bein - Uwe Rahn - Michael Rummenigge - Željko Petrović - Emerson Sheik - Jurij Nikiforov - Ľubomír Luhový - Zlatan Ljubijankič - Alpay Özalan - Fernando Picun |